# Swahilis
Cet article concerne un groupe humain. Pour la langue, voir swahili. Pour la variété de swahili officielle en Tanzanie, au Kenya et en Ouganda, voir Kiswahili.
Les Swahilis forment un ensemble de peuples d'Afrique de l'Est parlant le swahili, une langue bantoue influencée par l'arabe. Outre la langue, ces peuples partagent une culture singulière. Ils vivent dans une vingtaine de pays, principalement en Afrique de l'Est, dans les régions côtières et les îles du Kenya, de Tanzanie dans la partie Est de la République Démocratique du Congo plus précisément dans le territoire de Kasongo et du nord du Mozambique.

## Ethnonyme
Selon les sources et le contexte, on observe plusieurs variantes : Shirazi, Souahéli, Souahélis, Suaheli, Suaili, Swahili, Swahilis, Wasuaheli, Waswahili.
Le terme swahili provient du mot arabe sawāḥil, سواحل, pluriel de sāḥil, ساحل, signifiant « côte » ou « frontière ». Les Swahilis sont donc « les habitants des côtes ». En kiswahili, on utilise les termes : Mswahili, pluriel Waswahili, pour désigner aussi bien les locuteurs que les peuples swahilis.

## Histoire
Les Swahilis jouèrent un rôle important tout au long de l'histoire africaine, notamment dans le commerce et la traite négrière. Aussi, au début des années 1880, quelques années avant la colonisation européenne, ils étaient intégrés dans les rouages de nombreux états. Or ces organisations administratives ayant pu, parfois, perdurer pendant la colonisation, les Swahilis se retrouvèrent dans la hiérarchie de l'administration coloniale ; ainsi, le système des akida (chefs de district comprenant à la fois des chefs traditionnels et des Swahilis), imaginé par les Allemands pour le Tanganyika.

## Langues
Ces populations parlent le swahili, utilisé comme langue véhiculaire, et la langue officielle de leurs pays respectifs : anglais en Tanzanie et au Kenya, portugais au Mozambique, somali en Somalie, et français aux Comores. Une partie des Swahilis,  notamment ceux situés sur la côte de l'océan Indien, ont pour langue première le swahili.

## Culture

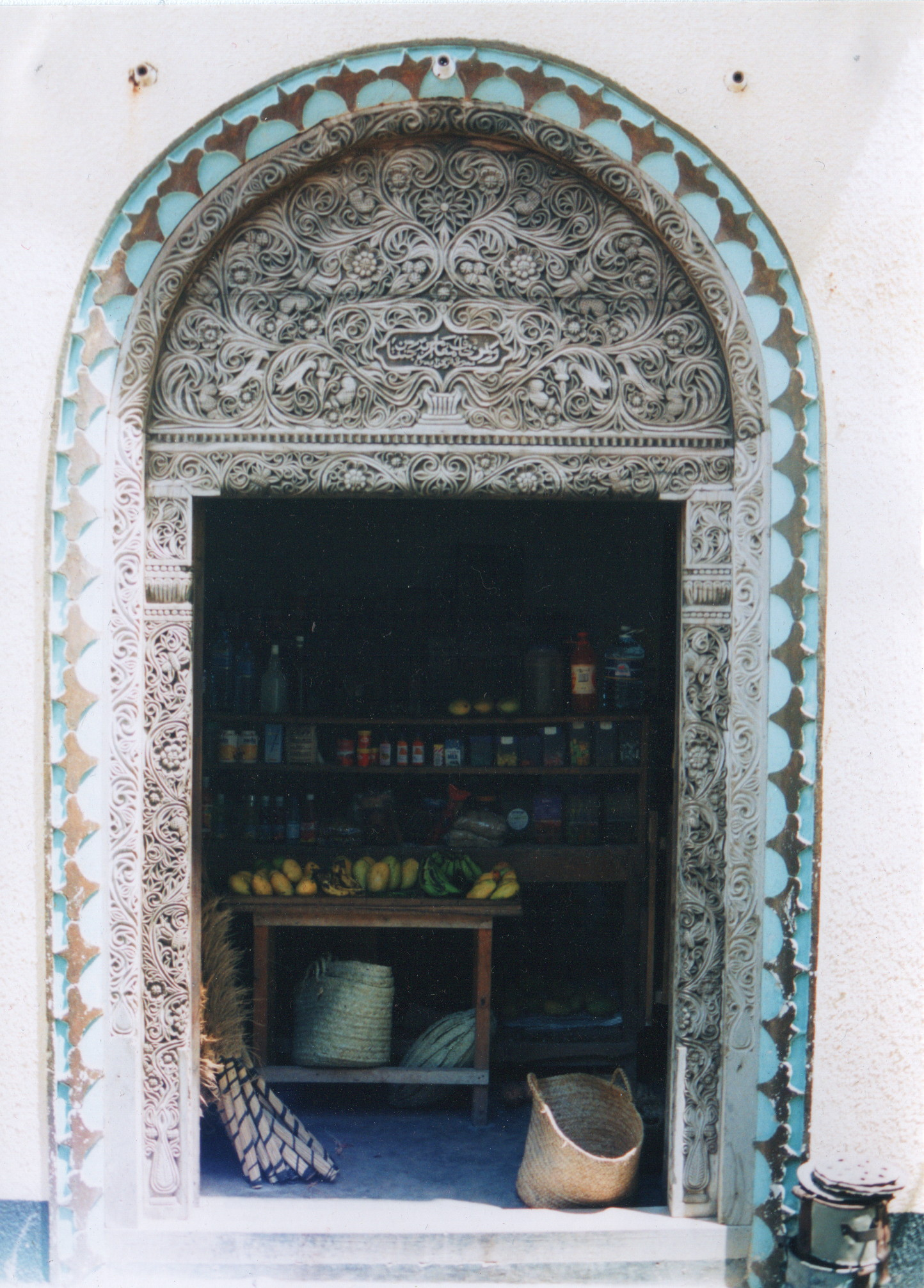
Porte swahili à Lamu (Kenya)

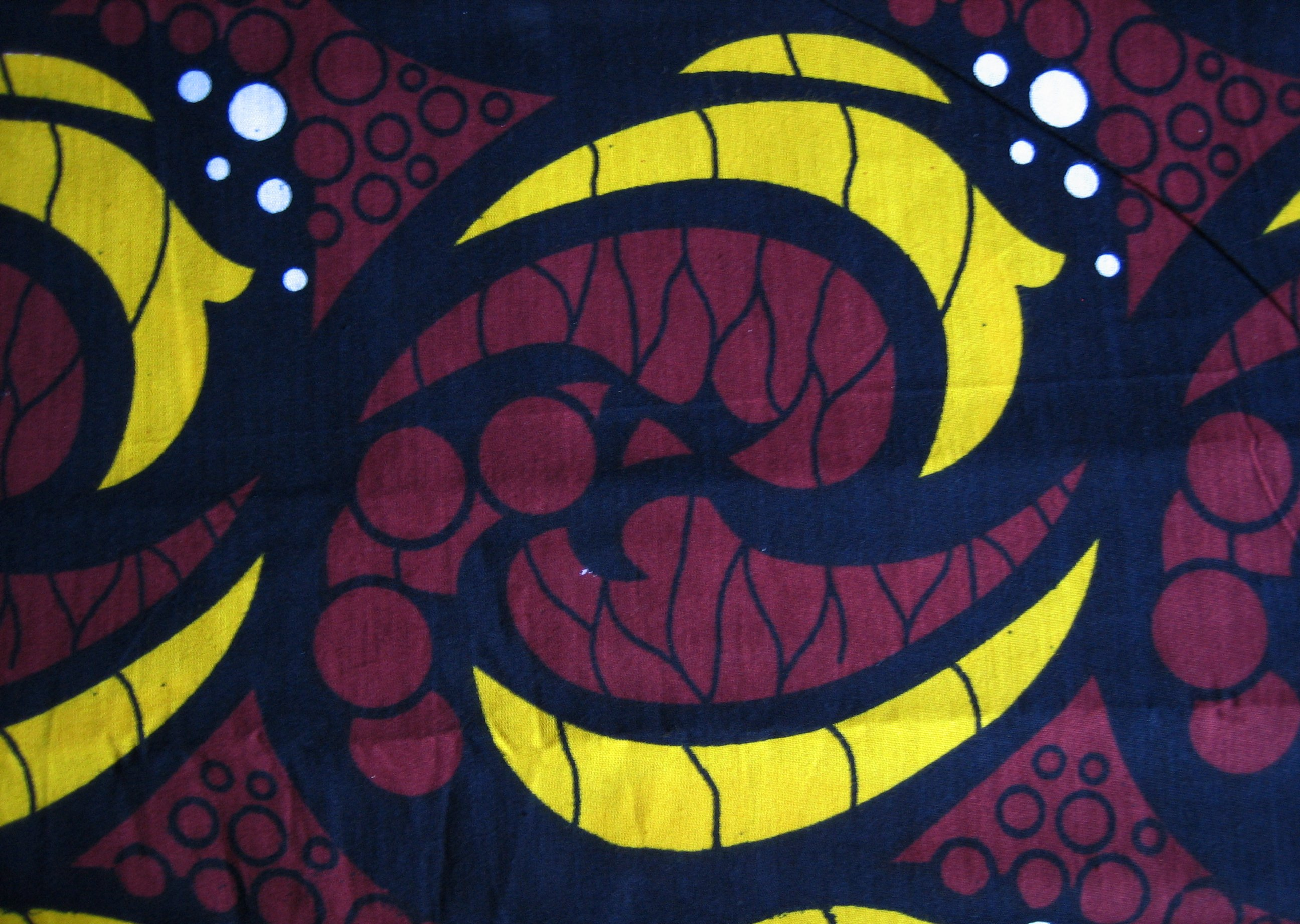
Kitenge, tissu traditionnel porté par les femmes swahili